# Керол Поттер
Керол Поттер (англ. Carol Potter, нар. 21 травня 1948, Нью-Йорк) — американська акторка кіно, телебачення та театру. Відома роллю Сінді Волш у серіалі «Беверлі-Гіллз, 90210».

## Біографія
Народилася 21 травня 1948 року в Нью-Йорку. Паралельно з вищою школою додатково ходила в Коледж Редкліфф учитися драматичному мистецтву. Перед тим, як з'явитися в серіалі «Район Беверлі Гіллз», уже знімалася в кількох фільмах і рекламах.
В 1985 році одружилася зі сценаристом Спенсером Істменом. Через два роки народила сина Крістофера. Через три місяці чоловіку діагностували рак легенів, помер в 1988 році. У жовтні 1990 року одружилася з актором Джеффрі Джозефсоном.

## Вибрана фільмографія
| Рік       |   | Українська назва      | Оригінальна назва    | Роль         |
| --------- | - | --------------------- | -------------------- | ------------ |
| 1990—1998 | с | Район Беверлі-Гіллз   | Beverly Hills, 90210 | Сінді Волш   |
| 2001      | с | Провіденс             | Providence           | Карен Ешворт |
| 2001      | с | Поліція Нью-Йорка     | NYPD Blue            | Крістін Бек  |
| 2003      | с | Розслідування Джордан | Crossing Jordan      | Леслі Вінтон |
| 2009      | с | Медіум                | Medium               | секретарка   |
| 2019      | с | 90210                 | BH90210              | сама себе    |